# Валленберг, Эрик
Эрик Ва́лленберг (швед. Erik Wallenberg; 1915—1999) — шведский изобретатель, изобрёл упаковку Тетра Пак в 1944 году.

## Основание компанииТетра Пак
В 1951 году он основал в Лунде, вместе с Рубеном Раузингом, Tetra Pak AB. Первый завод розлива молочных сливок был построен в Лунде в 1952 году.
Он разработал асептическую упаковку Тетра Пак. Лишь через 50 лет после изобретения Tetra-Pak был вынужден признать, что Валленберг был истинным изобретателем упаковки.
Он был награждён в 1991 году Большой золотой медалью инженерных наук[уточнить] «за его идеи и усилия по развитию системы управления пакетами и Tetra Pak».